# Urmel voll in Fahrt
Urmel voll in Fahrt (no Brasil: Tô de Férias 2 e em Portugal: Impy na Terra da Magia) é um filme de animação da Alemanha de 2008 dirigido por Holger Tappe e Reinhard Klooss, os mesmos diretores de Urmel aus dem Eis, Konferenz der Tiere e Back to Gaya. Em Portugal o filme foi lançado em 4 de outubro de 2012 e no Brasil foi lançado direto em DVD.

## Elenco
- Anke Engelke
- Christoph Maria Herbst
- Frank Schaff
- Hannes Maurer